# Brush Electrical Engineering

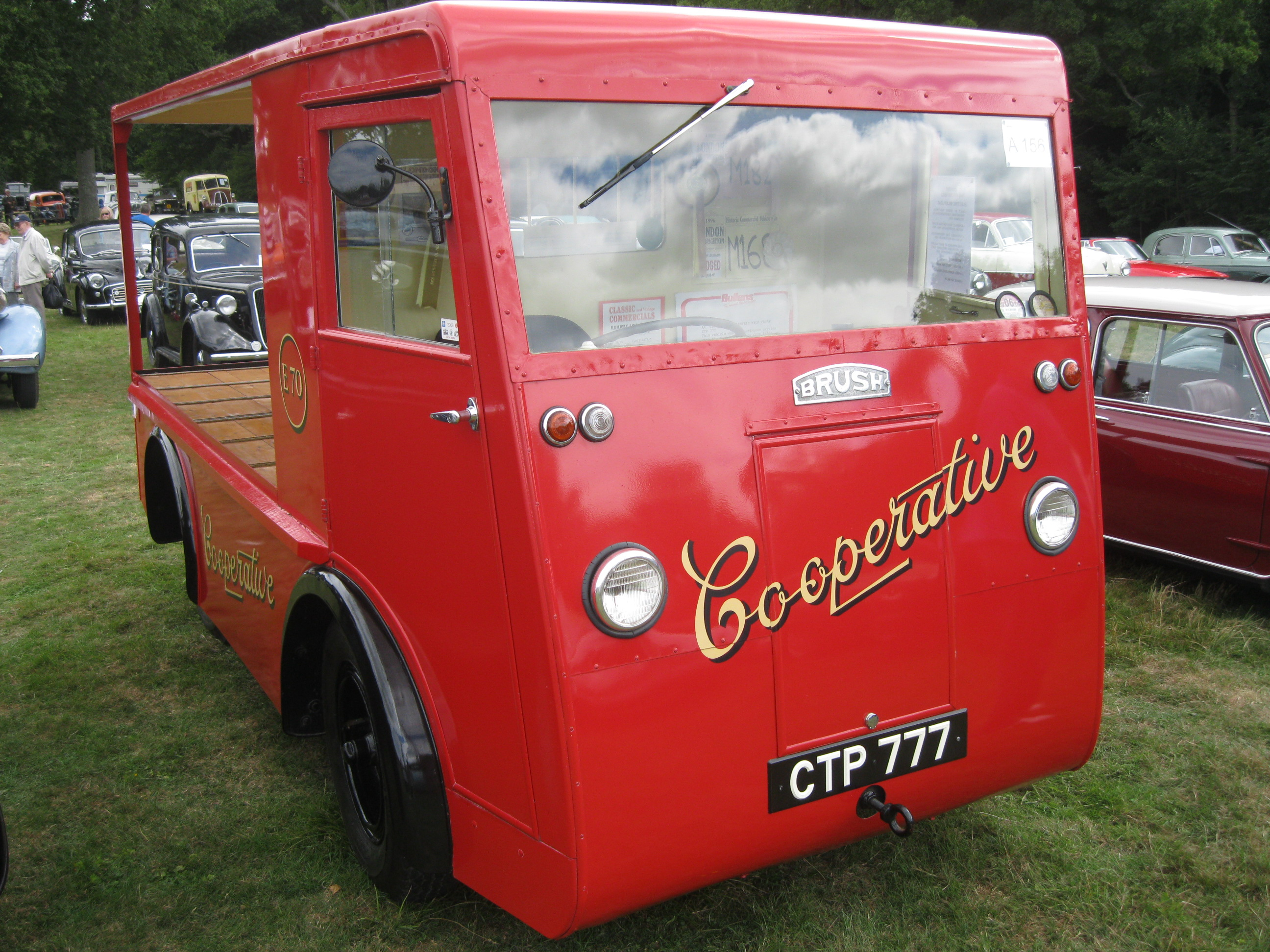
Brush von 1946

Die Brush Electrical Engineering Co. Ltd. war ein britischer Automobil- und Elektrotechnikhersteller in Loughborough (Leicestershire).

## Unternehmensgeschichte
Das Unternehmen wurde 1880 als Anglo-American Brush Electric Light Corp. gegründet. 1889 wurde daraus die Brush Electrical Engineering Co. Ltd. Der Import von Fahrzeugen des französischen Herstellers Ateliers P. Sage begann etwa 1900. Personenkraftwagen wurden zwischen 1902 und 1904 in einem Werk in London gefertigt. Das letzte Modell wurde Brushmobile genannt. Dieses Modell entstand in Loughborough. Bis 1910 stellte das Unternehmen Fahrgestelle für Nutzfahrzeuge her. Zwischen 1946 und 1968 entstanden noch drei- und vierrädrige Nutzfahrzeuge mit Elektromotor.

## Automobile
1902 erschien der Brush 10 hp mit einem Zweizylinder-Reihenmotor von Abeille mit 1,0 Liter Hubraum. Das Fahrgestell hatte einen Radstand von 1981 mm.
1903 wurde dieses erste Modell von drei weiteren Modellen abgelöst. Alle waren mit Vierzylindermotoren von Abeille ausgestattet und besaßen einen Radstand von 2184 mm. Sie wurden als Brush 12 hp, Brush 16 hp und Brush 20 hp verkauft.
1904 erschien als letztes Modell das Brushmobile. Der Einzylindermotor leistete wahlweise 5 PS oder 6 PS. Das Fahrzeug besaß 2057 mm Radstand. Alle vier Räder waren an Schraubenfedern aufgehängt. Brush kooperierte für dieses Modell mit Vauxhall, wobei nicht nur die gleichen Fertigungseinrichtungen genutzt wurden, sondern auch etliche konstruktive Ähnlichkeiten bestanden.

## Modelle
| Modell           | Bauzeitraum | Zylinder | Hubraum (cm³) | Radstand (mm) |
| ---------------- | ----------- | -------- | ------------- | ------------- |
| Brush 10 hp      | 1902        | 2 Reihe  | 1018          | 1981          |
| Brush 12 hp      | 1903        | 4 Reihe  |               | 2184          |
| Brush 16 hp      | 1903        | 4 Reihe  |               | 2184          |
| Brush 20 hp      | 1903        | 4 Reihe  | 2036          | 2184          |
| Brushmobile 5 hp | 1904        | 1        | 509           | 2057          |
| Brushmobile 6 hp | 1904        | 1        | 509           | 2057          |